# Raymond Smillie
Raymond Smillie (n. 18 ianuarie 1904, Toronto, Ontario, Canada – d. 21 aprilie 1993, Sault Sainte Marie, Ontario, Canada) a fost un boxer ce a reprezentat Canada, medaliat olimpic. A participat la o ediție a Jocurilor Olimpice (1928) în care a câștigat o medalie de bronz.

## Participări
Lista de mai jos prezintă principalele competiții la care a participat Raymond Smillie de-a lungul carierei.
- boxing at the 1928 Summer Olympics – welterweight[*]